# USS Yorktown (CV-5)
USS Yorktown (CV-5) bio je peti američki nosač zrakoplova u sastavu Američke ratne mornarice i prvi je nosač u nosačima klase Yorktown. Služio je od 1936. do 1942. godine. Nosač je sudjelovao u pomorskoj bitki kod Midwaya u kojoj je teško oštećen i potopljen.

### Zajednički poslužitelj
|  | Zajednički poslužitelj ima stranicu o temi USS Yorktown (CV-5)    |
|  | Zajednički poslužitelj ima još gradiva o temi USS Yorktown (CV-5) |